# Georges-Victor de Waldeck-Pyrmont
Georges-Victor (14 janvier 1831 – 12 mai 1893) est prince de Waldeck-Pyrmont de 1845 à sa mort.

## Biographie
Né à Arolsen, Georges-Victor est le deuxième fils du prince Georges II de Waldeck-Pyrmont et de son épouse Emma d'Anhalt-Bernbourg-Schaumbourg-Hoym. Son frère aîné étant mort en 1829 à l'âge de quatre ans, Georges-Victor est dès sa naissance héritier du trône. Il succède à son père à sa mort, le 15 mai 1845, sous la régence de sa mère.

## Mariages et descendance
Le 26 septembre 1853, Georges-Victor épouse à Wiesbaden la princesse Hélène (1831-1888), fille du duc Guillaume de Nassau. Ils ont sept enfants :
- Sophie (27 juillet 1854 – 5 août 1869), morte de la tuberculose ;
- Pauline de Waldeck-Pyrmont (19 octobre 1855 – 3 juillet 1925), épouse le prince Alexis de Bentheim-Steinfurt (de) ;
- Marie de Waldeck-Pyrmont (23 mai 1857 – 30 avril 1882), épouse en 1877 Guillaume II, roi de Wurtemberg (1848-1921) ;
- Emma de Waldeck-Pyrmont (2 août 1858 – 20 mars 1934), épouse en 1879 Guillaume III, roi des Pays-Bas (1817-1890) ;
- Hélène de Waldeck-Pyrmont (17 février 1861 – 1er septembre 1922), épouse en 1882 Léopold du Royaume-Uni, duc d'Albany (1853-1884) ;
- Frédéric de Waldeck-Pyrmont (20 janvier 1865 – 26 mai 1946), prince de Waldeck-Pyrmont ;
- Élisabeth de Waldeck-Pyrmont (6 septembre 1873 – 23 novembre 1961), épouse le prince Alexandre d'Erbach-Schönberg (de).

Veuf, Georges-Victor se remarie le 29 avril 1891 à Louisenlund avec la princesse Louise de Schleswig-Holstein-Sonderbourg-Glücksbourg (1858-1936), fille du duc Frédéric de Schleswig-Holstein-Sonderbourg-Glücksbourg. Ils ont un enfant :
- Wolrad de Waldeck-Pyrmont (26 juin 1892 – 17 octobre 1914).

## Honneurs
En 1857, le prince crée l'ordre du Mérite (Waldeck-Pyrmont) : .